# Diana cacciatrice (Renoir)
La Diana cacciatrice (Diane chasseresse), o più semplicemente Diana (Diane), è un quadro dipinto nel 1867 dal pittore francese Pierre-Auguste Renoir. Si ritiene che ritragga l'amante del pittore, Lise Tréhot, come la dea romana Diana, anche se l'identificazione esatta della modella nel dipinto è oggetto di dibattito tra gli storici dell'arte. 

## Storia
Il dipinto venne presentato al Salone del 1867 ma venne rifiutato. In precedenza Renoir aveva esposto un quadro al Salone del 1864, anche se lo distrusse dopo la fine della mostra. Nel 1868 il suo quadro Lisa con ombrello venne accettato al Salone. La Diana si trovava in una collezione privata fino al 1963, quando Chester Dale, che l'aveva acquistata nel 1933 da Etienne Bignou, la lasciò in eredità alla galleria nazionale d'arte di Washington. Si trova nel piano principale dell'edificio occidentale del museo, nella galleria numero 90.

## Soggetto e descrizione
Il soggetto è Diana, una dea della mitologia romana qui rappresentata come una cacciatrice. La dea nuda è seduta su un grande masso e poggia il suo piede destro su un sasso rialzato. Le sue braccia tese si appoggiano al suo arco. Sotto di lei si trova un cervo il cui collo è trafitto da una freccia.
Il dipinto nacque come uno studio di nudo con una modella in posa nello studio. Esso segue le convenzioni dell'arte accademica che all'epoca erano rappresentate dal Salone. La modella era l'amante di Renoir, nonché sua modella abituale, Lise Tréhot. Secondo il pittore, egli le diede gli attributi di Diana perché "il quadro era ritenuto piuttosto inappropriato", e trasformarlo in un soggetto mitologico lo avrebbe reso più accettabile. Alcuni dettagli come il sangue che esce dalla bocca del cervo e il muschio sulla superficie della roccia, come pure l'uso di una spatola per applicare il colore, dimostrano l'influenza del pittore realista Gustave Courbet. Tuttavia, le tonalità di verde acceso e rosso richiamano più l'impressionismo al quale Renoir avrebbe fatto parte qualche anno dopo.
Anche l'opinione più diffusa sia che Tréhot abbia fatto da modella, lo storico dell'arte Michael F. Zimmermann affermò nel 2012 che "probabilmente non è lei". Anche la curatrice del museo d'Orsay Sylvie Patry ha messo in discussione l'identificazione della modella del quadro con Tréhot.

## Accoglienza
Peter H. Feist ha definito il quadro "un nudo splendidamente accurato, senza la grossezza delle Bagnanti curbettiane di 14 anni prima" e "molto più sano e realistico dei nudi viziati e lussuriosi, incipriati con la farina di riso - come disse Zola - dei pittori alla moda di quell'epoca".